# Un homme de talent (Tchekhov)
Ne doit pas être confondu avec Un homme de talent (Silverberg).
Un homme de talent est une nouvelle d’Anton Tchekhov.

## Historique
Un homme de talent est initialement publiée dans la revue russe Les Éclats, numéro 36, du 6 septembre 1886, sous le pseudonyme de A.Tchékhonté. Aussi traduit en français sous le titre Un talent. 

## Résumé
Igor Savvitch, jeune peintre, écoute avec ennui Katia, la fille de sa logeuse, lui parler de mariage. Il lui répond qu’il ne peut pas se marier, qu’il est un artiste et qu’un artiste doit être libre. Katia part en pleurant.
Savvitch ne connaît pas la vie, ne connaît pas les livres : il s’est endormi à la deuxième page d’un roman de Gogol. Comme peintre, il n’a fait qu’une esquisse en deux mois, mais il est persuadé qu’il a un grand avenir, qu’il sera célèbre.
Ses amis Oukléïkine, peintre paysagiste, et Kosyliov, peintre historique, viennent lui rendre visite. Les trois se mettent à rêver ensemble d’un avenir glorieux. Savent-ils que le temps passe très vite et qu’ils ont une chance infime de percer dans ce milieu? Katia qui a écouté leur conversation, elle, est persuadée de son talent. Elle rêve.

## Édition française
- Un homme de talent, traduit par Madeleine Durand et Édouard Parayre, révision de Lily Dennis, Bibliothèque de la Pléiade, éditions Gallimard, 1967  (ISBN 978 2 07 0105 49 6).